# فلورازپام
فلورازپام (با نام تجاری Dalmane و Dalmadorm به بازار عرضه می‌شود) دارویی مشتقات بنزودیازپین است. این ماده دارای خاصیت ضد اضطراب، ضد تشنج، خواب‌آور، آرام بخش و شل کننده عضلات اسکلتی است و یک متابولیت با نیمه عمر طولانی ایجاد می‌کند که ممکن است روزها در جریان خون باقی بماند. فلورازپام در سال ۱۹۶۸ ثبت اختراع شد و در همان سال مورد استفاده پزشکی قرار گرفت.
- فلورازپام (به انگلیسی: FLURAZEPAM)
- رده درمانی: بنزودیازپین‌ها
- اشکال دارویی: کپسول

## موارد مصرف
رفع اضطراب شدید و آرامبخش عضلات اسکلتی استفاده می‌شود.
فلورازپام برای بی خوابی خفیف تا متوسط و درمان کوتاه مدت بیماران با مشکل خوابیدن، بیدار شدن مکرر، بیدار شدن زودرس یا ترکیبی از هر یک استفاده می‌شود. فلورازپام یک بنزودیازپین با اثر طولانی مدت است و گاهی اوقات در بیمارانی که در حفظ خواب مشکل دارند استفاده می‌شود.

## مکانیسم اثر
مانند سایر بنزودیازپین‌ها آگونیست گیرنده‌های بنزودیازپینی بوده که با اثر بر روی گیرنده‌های گاما آمینوبوتیریک اسید و در نهایت ورود یون کلر به نورونها اثرات خود را اعمال می‌کند.
این دارو برخلاف دیگر بنزودیازپین‌ها یک آگونیست نسبی است.

## عوارض جانبی
گیجی و خواب آلودگی، کاهش قوای فکری، سردرد و کماشایعترین عوارض جانبی سرگیجه، خواب آلودگی، سبکی سر و آتاکسی است. فلورازپام پتانسیل سو مصرف دارد و هرگز نباید از آن با نوشیدنی‌های الکلی یا هر ماده دیگری که باعث خواب آلودگی می‌شود استفاده شود. ممکن است نتایج اعتیاد آور و احتمالاً کشنده ای ایجاد کند. مصرف‌کنندگان فلورازپام فقط باید طبق دستورالعمل این دارو را مصرف کنند و فقط باید شب‌هایی که فرد تصمیم دارد شب را کامل بخوابد مصرف شود. روز بعد خواب آلودگی شایع است و ممکن است در مرحله اولیه درمان افزایش یابد زیرا اثر تجمعی دارو تا زمان رسیدن به سطح پلاسمایی پایدار اتفاق می‌افتد.

## تحمل، وابستگی و علایم قطع مصرف
فلورازپام برای جلوگیری از عوارض مرتبط با مصرف طولانی‌مدت بهتر است برای مدت‌زمان کوتاه و در کمترین دوز ممکن استفاده شود.
فلورازپام دارای تحمل متقابل با باربیتورات‌ها است و باربیتورات‌ها به راحتی می‌توانند در افرادی که عادت به خوابیدن با باربیتورات دارند با فلورازپام جایگزین شوند.پس از قطع فلورازپام، ممکن است حدود چهار روز بعد، اثر برگشت یا سندرم ترک بنزودیازپین ایجاد شود.